# Nationale I.-I.-Metschnikow-Universität Odessa
Die Nationale Universität Odessa „I. I. Metschnikow“ (ukrainisch Одеський національний університет імені І.І. Мечникова; russisch Одесский национальный университет имени И. И. Мечникова) ist eine Universität in der südukrainischen Stadt Odessa. Sie ist seit 1945 nach dem russischen Zoologen, Anatomen und Nobelpreisträger Ilja Metschnikow benannt.
Die Universität ist eine der ältesten und wichtigsten Hochschulen der Ukraine. Sie besteht aus 10 Fakultäten und vier Instituten und besitzt neben mehreren Standorten in Odessa selbst auch Einrichtungen im Odessaer Vorort Tschornomorsk und in der Stadt Mykolajiw. Zur Universität gehören auch die Sternwarte Odessa und eine der größten wissenschaftlichen Bibliotheken der Ukraine.
Die Universität wurde 1865 durch ein Edikt von Zar Alexander II. gegründet und trug zunächst den Namen Imperatorskij Noworossijskij Universitet (Kaiserliche Universität Neurusslands). Sie entstand aus dem ehemaligen Lycée Richelieu in Odessa.

## Bekannte Dozenten und Studenten
- Najden Gerow (1823–1900), Linguist und Pädagoge
- Nikolai Andrussow (1861–1924), Geologe und Paläontologe
- Michail Nesturch (1895–1979), Anthropologe, Primatenforscher und Autor
- Oleksandr Bejderman (* 1949), Philologe und Schriftsteller
- Valtazar Bogišić (1834–1908), Jurist und Pionier der Soziologie
- Alexander Brückner (1834–1896), Historiker
- Stanisław Car (1882–1938), Jurist und Politiker
- Gregor Fichtenholz (1888–1959), Mathematiker
- Georgi Florowski (1893–1979), orthodoxer Theologe
- Anne Friedrich (* im 20. Jahrhundert), Altphilologin
- Oleksandr Hruschewskyj (1877–1943), Historiker
- Weniamin Kagan (1869–1953), Mathematiker
- Walerian Ligin (1846–1900), Mathematiker
- Igor Lopatin (1923–2012), Biologe und Zoologe
- Oksana Mas (* 1969), Künstlerin und Philosophin
- Mark Krein (1907–1989), Mathematiker
- Juri Olescha (1899–1960), Schriftsteller
- Alexander Orlow (1880–1954), Astronom
- Nariman Narimanow (1870–1925), Politiker
- Juwenalij Sajzew (1924–2020), Hydrobiologe
- Ernst von Stern (1859–1924), Althistoriker
- Iwan Timoschenko (1863–1939), Mathematiker und Mathematikhistoriker
- Natasha Yarovenko (* 1979), Schauspielerin
- Gleb Pawlowski (1951–2023), Politikwissenschaftler
- Moses Schönfinkel (1888–1942), Mathematiker und Logiker
- Witold Schmulian (1914–1944), Mathematiker
- Theodor Seliwanoff (1859–1938), Chemiker
- Nikolai Selinski (1861–1953), Chemiker
- Wilen Strutinski (1929–1993), Kernphysiker
- Sergei Witte (1849–1915), Unternehmer und Staatsmann
- Mariusz Zaruski (1867–1941), General